# Силиконовые масла

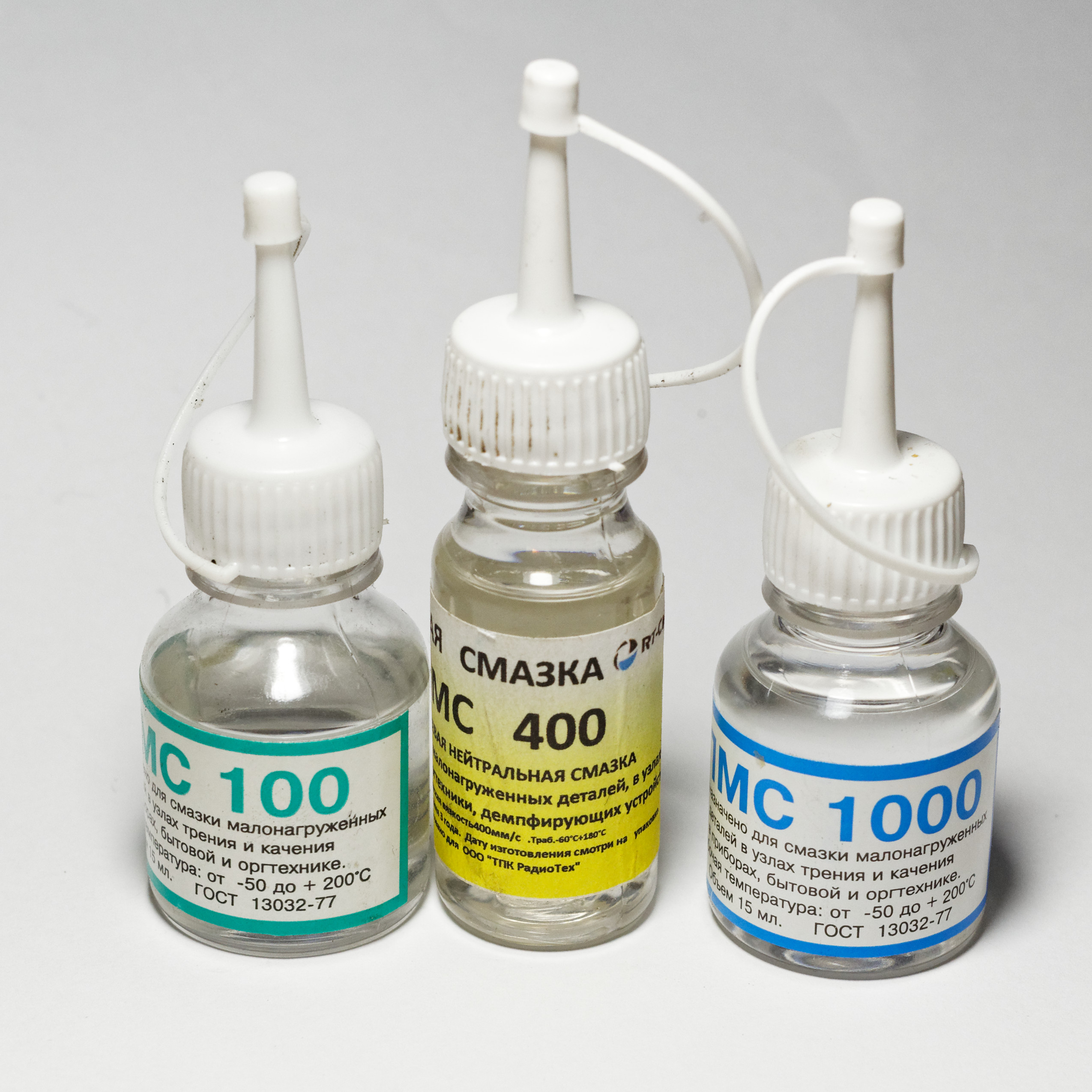
Силиконовые масла (смазки) ПМС с нормированной вязкостью 100, 400 и 1000 сСт

Силиконовые масла (полимеризованные силоксаны, кремнийорганические жидкости) — жидкие кремнийорганические полимеры, кремниевые аналоги органических соединений, где некоторые атомы углерода замещены на атомы кремния. Полимерные цепи силоксанов образованы чередующимися атомами кремния и кислорода (… Si-O-Si-O-Si …), или силоксановыми связями. Типичным примером является полидиметилсилоксан, где каждый атом кремния связан с двумя метильными группами, а концевые атомы кремния с тремя метильными группами, с общей формулой (H3C)3SiO[SiO(CH3)2]nSi(CH3)3. Углеродным аналогом будет полиацетон (полидиметилкетон) (H3C)3СO[СO(CH3)2]nС(CH3)3.
Силиконовые масла нашли использование в качестве смазки или гидравлической жидкости. Они используются в промышленности, например, для дистилляции или ферментации, где избыточное количество пены может создать проблемы. Они являются отличными электрическими изоляторами и, в отличие от своих углеродных аналогов, не являются легковоспламеняющимися. Такие их характеристики, как температура стабильности и хорошая теплопередача (очень малая теплоёмкость при относительно хорошей (приблизительно в 3,8 раза ниже, чем у воды) теплопроводности), делают их широко используемыми в лабораториях для тёплой бани («нефтяных ванн»), размещенной на верхней плите мешалки. Силиконовые масла широко используются также в качестве рабочей жидкости в диффузионных насосах. Тем не менее, противоизносные свойства у силиконовых масел хуже, чем у минеральных масел. Силиконовые масла не применяются в высоконагруженных узлах из-за малой несущей способности масляной плёнки (масло выдавливается из зазоров до голого металла).
Силиконовые масла играют полезную роль в орудиях с газоотводом, где оно используется для смазывания резиновых газовых уплотнений в местах, где углеродные масла привели бы к разрушению резины, а также смазки движущихся частей орудий.
Отечественным производителем полиэтилсилоксановых жидкостей является ПАО «Алтайский Химпром» имени Г. С. Верещагина, расположенный в г. Яровое.

## Медицина и биологическое воздействие
Силиконовые масла используются в качестве замены стекловидной жидкости при лечении сложных случаев отслоения сетчатки.
Некоторые силиконовые масла, такие как симетикон, являются мощными пеногасителями, что включило их применение в качестве ветрогонного лекарственного средства, однако их эффективность оказалась спорна при борьбе с колитами. Иногда они добавляются к кухонным маслам для предотвращения чрезмерного вспенивания во время жарки. Силиконовые масла, используемые в качестве смазочных материалов, могут стать случайным пеногасителем (загрязняющим веществом) в процессах, в которых необходимо обильное вспенивание, например, в производстве полиуретановой пены.
Силиконовое масло является цитотоксичным веществом для культивируемых клеток человека, причём высоковязкое (5000CS) масло существенно более токсично. В научных работах было отмечено, что возможными следствиями применения силиконового масла при лечении глаз может быть ленточная кератопатия, истончение роговицы, образование ретрокорнеальной плёнки, а также необратимая потеря клеток эндотелия роговицы.